# 정기룡장군유적
정기룡 장군 유적(鄭起龍 將軍 遺蹟)은 대한민국 경상북도 상주시 사벌면 금흔리, 조선 중기의 무신이며 곤양 정씨의 시조인 정기룡(1562∼1622) 장군의 무덤가 있는 유적이다. 1974년 12월 10일 경상북도의 기념물 제13호로 지정되었다.

## 개요
조선 중기의 무신이며 곤양 정씨의 시조인 정기룡(1562∼1622) 장군의 무덤가 있는 유적이다.
정기룡은 선조 19년(1586) 무과에 급제하였고, 1592년 임진왜란이 일어나자 거창 등 여러 전투에서 왜군을 크게 무찔러 호남을 지켰다. 그후 토왜대장, 경상우도 병마절도사 등을 거쳐 삼도수군통제사에 올랐다.
이 유적은 1977년 정부의 호국선현유적정화사업계획에 따라 무덤과 그 주변을 깨끗이 하고, 장군의 사당인 충렬사와 유물관을 지은 것이다. 이곳에는 송시열이 글을 짓고, 이세재가 쓴 신도비가 있다.

## 같이 보기
- 정기룡

## 참고 문헌
- 정기룡장군유적 - 국가유산청 국가유산포털